# Melbourne University Publishing
Melbourne University Publishing (MUP) es el brazo editorial de la Universidad de Melbourne (Australia). La editorial es actualmente miembro de la Asociación de Prensas Universitarias. 

## Historia
Fundada en 1922 como Melbourne University Press para editar libros de texto y artículos de papelería a los estudiantes, pronto comenzó a publicar libros por sí misma. A lo largo de los años, los trabajos académicos publicados bajo el sello MUP han ganado numerosos premios y reconocimientos. El nombre Melbourne University Publishing fue adoptado en 2003 tras una profunda reestructuración por parte de la universidad. El mandato de la empresa se expresó con el lema «Libros con lomo», acuñado por el escritor Guy Rundle cuando Louise Adler le pedí un lema adecuado. El eslogan se cambió más tarde a "Australia's first university press".
The Miegunyah Press es un sello de MUP creado en 1967 por disposición legataria del empresario y filántropo Russell Grimwade, con la intención de subsidiar la publicación de trabajos académicos ilustrados que de otro modo serían antieconómicos de publicar. Miegunyah es una palabra aborigen australiana, que significa «mi casa».
Desde 2008, se edita también la revista literaria Meanjin.

## Directores
- 1922-1932: Stanley Addison
- 1932-1942: Frank Wilmot
- 1943-1962: Gwyn James
- 1962-1988: Peter Ryan
- 1989: Brian Wilder
- 1990-1994: John Iremonger
- 1994: Andrew Watson (Acting)
- 1994-1996: Brian Wilder
- 1996-2002: John Meckan
- 2002-2019: Louise Adler
- 2019-presente: Nathan Hollier